# Poecilimon excisus
Poecilimon excisus är en insektsart som beskrevs av Karabag 1950. Poecilimon excisus ingår i släktet Poecilimon och familjen vårtbitare. Inga underarter finns listade i Catalogue of Life.